# Ban Chỉ đạo quốc gia về hội nhập Quốc tế
Ban Chỉ đạo Quốc gia về Hội nhập Quốc tế là Ban Chỉ đạo do Chính phủ thành lập trên cơ sở về đường lối đối ngoại tích cực hội nhập Quốc tế của Bộ Chính trị.
Ban Chỉ đạo thành lập 23/4/2014.Ban Chỉ đạo được thành lập trên cơ sở của Ủy ban Quốc gia về hợp tác kinh tế quốc tế, Ban Chỉ đạo quốc gia Hội nhập quốc tế về giáo dục và khoa học-công nghệ.

## Chức năng,nhiệm vụ
Ban Chỉ đạo Quốc gia về Hội nhập Quốc tế có chức năng và nhiệm vụ sau:
- Giúp Chính phủ, Thủ tướng Chính phủ đề ra các định hướng, chiến lược, các giải pháp lớn liên quan đến hội nhập quốc tế; đề xuất những nhiệm vụ trọng tâm, trọng điểm về hội nhập quốc tế cần tập trung chỉ đạo, điều hành trong từng giai đoạn.
- Giúp Chính phủ, Thủ tướng Chính phủ chỉ đạo các Bộ, cơ quan ngang Bộ, cơ quan thuộc Chính phủ, Ủy ban nhân dân các tỉnh, thành phố trực thuộc Trung ương, triển khai các chủ trương, chính sách lớn về hội nhập quốc tế; giải quyết những vấn đề quan trọng, liên ngành liên quan đến hội nhập quốc tế.
- Giúp Chính phủ, Thủ tướng Chính phủ phối hợp, đôn đốc các Bộ, cơ quan ngang Bộ, cơ quan thuộc Chính phủ, Ủy ban nhân dân các tỉnh, thành phố trực thuộc Trung ương, trong việc triển khai đồng bộ các chủ trương chính sách về hội nhập quốc tế.
- Tổng hợp và định kỳ báo cáo Bộ Chính trị, Ban Bí thư, Chính phủ, Thủ tướng Chính phủ tình hình triển khai các nhiệm vụ hội nhập quốc tế.
- Thực hiện các nhiệm vụ khác do Thủ tướng Chính phủ phân công.

## Tổ chức

### Thành viên
Trưởng ban
- Trần Lưu Quang

Phó Trưởng ban
- Trần Hồng Hà

Trưởng ban Chỉ đạo liên ngành
- Trưởng ban Chỉ đạo liên ngành hội nhập quốc tế về chính trị, an ninh, quốc phòng: Trần Lưu Quang
- Trưởng ban Chỉ đạo liên ngành hội nhập quốc tế về kinh tế: Lê Minh Khái
- Trưởng ban Chỉ đạo liên ngành hội nhập quốc tế về văn hóa, xã hội, khoa học, công nghệ và giáo dục, đào tạo:Trần Hồng Hà

Ủy viên thường trực
- Bùi Thanh Sơn
- Lê Minh Hưng
- Nguyễn Hồng Diên
- Đào Ngọc Dung

### Cơ quan giúp việc
- Văn phòng Chính phủ thực hiện chức năng giúp việc Ban Chỉ đạo quốc gia.
- Bộ Ngoại giao thực hiện chức năng cơ quan giúp việc Ban Chỉ đạo liên ngành hội nhập quốc tế về chính trị, an ninh, quốc phòng.
- Bộ Công Thương thực hiện chức năng cơ quan giúp việc Ban Chỉ đạo liên ngành hội nhập quốc tế về kinh tế.
- Bộ Lao động - Thương binh và Xã hội thực hiện chức năng cơ quan giúp việc Ban Chỉ đạo liên ngành hội nhập quốc tế về văn hóa, xã hội, khoa học, công nghệ và giáo dục, đào tạo.

Các cơ quan giúp việc cho Ban Chỉ đạo quốc gia và các Ban Chỉ đạo liên ngành phối hợp với các Bộ, ngành hữu quan trên cơ sở sử dụng các đơn vị chức năng hiện có của mình, không thành lập thêm tổ chức và không thêm biên chế.

## Phiên họp
Ban Chỉ đạo họp phiên toàn thể mỗi năm một lần và họp bất thường khi cần thiết theo quyết định của Trưởng ban Chỉ đạo quốc gia. Thành phần tham dự phiên họp Ban Chỉ đạo quốc gia có thể mở rộng theo quyết định của Trưởng ban Chỉ đạo quốc gia.
Trưởng ban Chỉ đạo quốc gia định kỳ hoặc đột xuất làm việc với các Trưởng ban Chỉ đạo liên ngành và các Ủy viên thường trực để nghe báo cáo tình hình và chỉ đạo thực hiện chương trình, kế hoạch công tác của Ban Chỉ đạo quốc gia.
Cơ quan giúp việc Ban Chỉ đạo quốc gia chuẩn bị nội dung, chương trình và các điều kiện cần thiết cho các cuộc họp của Ban Chỉ đạo quốc gia.

## Kinh phí
Kinh phí hoạt động của Ban Chỉ đạo quốc gia được dự toán hàng năm và được cấp vào ngân sách của Văn phòng Chính phủ.
Kinh phí hoạt động của các Ban Chỉ đạo liên ngành được dự toán hàng năm và được cấp vào ngân sách của các Bộ thực hiện chức năng cơ quan giúp việc các Ban Chỉ đạo liên ngành.